# 格雷澤戈爾茨·科索克
格雷澤戈爾茨·科索克（波蘭語：Grzegorz Kosok；1986年3月2日—）是一位波蘭排球運動員。他也代表波蘭國家排球隊參賽。他代表波蘭參加了2012年奧運會的比賽和2012年世界聯賽。